# 天主教貝拉總教區
天主教貝拉總教區（拉丁語：Archidioecesis Beirensis）是莫桑比克一個羅馬天主教教省總教區，下轄四個教區。是該國三個總教區之一。
1941年9月4日設教區，1984年6月4日升為總教區。
總教區位於索法拉省，2006年有教友783,000人（佔轄區總人口58.6%）、三十三個堂區、六十九名司鐸。現任總主教為克勞迪奧·德拉-祖安納。